# Teobald I de Navarra

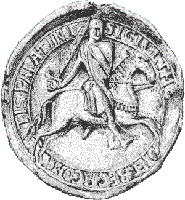
Escut d'armes de Teobald I de Navarra i IV de Xampanya

Teobald I de Navarra (francès: Thibaut IV de Champagne)  (Troyes, 30 de maig de 1201 - Pamplona, 8 de juliol de 1253) i IV de Xampanya el Trobador, va ser comte de Xampanya i Brie (1201-1253); rei de Navarra (1234-1253).

## Biografia
Nascut a Troyes, era fill de Teobald III de Xampanya i Blanca de Navarra la filla menor de Sanç VI de Navarra. Per línia paterna era net d'Enric I de Xampanya i Maria de França, i per línia materna de Sanç VI de Navarra i Sança de Castella.
Ascens al comtat de Xampanya
El seu pare va morir menys d'una setmana abans que ell nasqués, i Blanca va governar el comtat com a regent fins que Teobald va complir vint-i-un anys el 1222. Va ser un trobador notable, i moltes de les seves cançons han sobreviscut, incloses algunes amb música.
La primera meitat de la vida de Theobald va estar plagada per una sèrie de dificultats. El seu oncle, el comte Enric II, havia deixat enrere una gran quantitat de deutes, que estaven lluny de ser pagats quan el pare de Teobald va morir. A més, el dret de Theobald a la successió va ser impugnat per la filla d'Enric, Philippa i el seu marit, Erard I de Brienne, Comte de Ramerupt i un dels nobles més poderosos de Xampanya.
El conflicte amb Erard i Philippa va esclatar en una guerra oberta el 1215 com la Guerra de Successió de la Xampanya, i no es va resoldre fins que Theobald va arribar a la majoria d'edat el 1222. En aquell moment va comprar els seus drets a un pagament monetari substancial. Uns anys més tard, el 1234, va haver de gastar encara més per comprar la germana gran de Filipa, Alícia, reina de Xipre. L'assentament de 1222 no va acabar amb els problemes de Teobald, ja que en els anys següents es va oposar a Lluís VIII de França.

## Conflicte amb la corona
Un cop va arribar a la majoria d'edat, el govern personal de Theobald va estar marcat inicialment per una sèrie de dificultats.
Teobald IV va entrar en conflicte amb Lluís VIII de França (1223–26) per les polítiques restrictives que el nou rei va intentar aplicar als jueus a França. En el seu Etablissement sur les Juifs del 8 de novembre de 1223, Lluís VIII va declarar que els interessos dels deutes dels jueus ja no haurien de ser vàlids (tot i que al mateix temps també va ordenar que el  capital s'hauria de pagar als jueus en tres anys), que els deutes dels jueus fossin inscrits i posats sota el control dels seus senyors. Aleshores els senyors cobraven els deutes dels jueus, rebent sens dubte una comissió. Vint-i-sis barons van acceptar les noves mesures de Lluís VIII, però Teobald IV no, ja que tenia un acord amb els jueus que garanteix la seva seguretat a canvi d'ingressos addicionals a través dels impostos. Teobald IV i la seva mare havien confiat en aquests ingressos addicionals durant la Guerra de Successió de la seva minoria. La capital de la Xampanya a Troyes era on Rashi havia viscut un segle abans, i la Xampanya continuava tenint una població jueva pròspera. La negativa de Teobald IV a promulgar les noves polítiques antagòniques de Lluís VIII cap als jueus va augmentar un feu creixent entre els dos homes.
Durant el setge d'Avinyó el 1226, part de la Croada albigesa, a causa dels seus desacords amb el rei, Teobald IV només va fer el servei mínim de 40 dies i després va marxar a casa. Lluís VIII va morir de disenteria poc després d'anar-se'n, fet que va portar alguns a acusar Teobald IV de traïció. A la mort de Lluís VIII, la situació política de Teobald era difícil: havia abandonat el rei en les seves campanyes, hi havia rumors que l'havia enverinat i se li va prohibir anar a la coronació de Lluïs IX (en lloc d'això va anar la seva mare Blanca). A l'inici de la regència de Blanca de Castella, va abandonar una conspiració contra el rei francès, que també incloïa Hug X de Lusignan i Pere I de Bretanya, i va consolidar una forta relació amb el regent.
Van començar a escampar forts rumors que Teobald IV tenia una aventura amb la vídua de Lluís VIII, la regent Blanca de Castella, per a qui va compondre un homenatge poètic. La reina Blanca i el pare de Teobald IV, Teobald III, eren néts d'Elionor d'Aquitània. El primer cronista que va informar dels rumors sobre una història d'amor entre Theobald i Blanche va ser Roger de Wendover. Wendover afirma que Teobald, "tormentat per la passió" per la reina, va intentar enverinar el rei Lluís VIII al setge d'Avinyó. Mateu de París afegeix una història que els nobles francesos van incitar el jove rei Lluís IX a desafiar Teobald a un duel per venjar la mort del seu pare, però que Blanche va posar fi al duel. Teobald IV era cada cop més influent a la cort, i els altres grans comtes de França es tornaven ressentits. És possible que els rumors d'una aventura amb la reina fossin realment infundats, i simplement fabricats per altres barons gelosos de la seva posició a la cort. En general, els altres barons estaven gelosos del reforçat Comtat de la Xampanya que havia sorgit de la Guerra de Successió, i ara presentava un gran rival a les zones circumdants.
Sigui com sigui, els altres barons ressentits van envair la Xampanya entre 1229 i 1230. Irònicament, les aliances en la invasió es van invertir respecte a l'acord que havien tingut durant la Guerra de Successió: el comte Enric II de Bar va atacar la Xampanya des de l'est, fet que va provocar que Teobald IV s'aliés amb Lorena per atacar el comtat de Bar. Simon de Joinville, que havia lluitat per la facció rebel durant la Guerra de Successió, ara es va aliar amb Teobald IV contra l'amenaça externa, i el va ajudar a devastar Bar, que es trobava a la frontera nord de les pròpies terres de Joinville. El conflicte amb el comtat de Bar va fer que el més poderós ducat de Borgonya envaís la Xampanya des del sud, liderat pel duc Hug IV (el seu pare Eudes III, ferm aliat de Blanca de Navarra, havia mort el 1218). Això va provocar que la reina Blanche intervingués, per tal d'aturar la propagació del conflicte.
Teobald IV va poder rebutjar els atacants, però amb un gran cost. L'economia de la Xampanya estava tan esgotada per aquestes dues guerres importants, així com pels deutes de croada del pare i l'oncle de Teobald IV; que Teobald IV va haver de vendre la seva senyoria dels comtats a l'oest de París que els seus avantpassats van mantenir abans d'expandir-se cap a la Xampanya: Blois, Sancerre i Chateaudun. Un altre cop de moral important va arribar a l'inici de la invasió de 1229, quan Blanca de Navarra va morir (per causes naturals) mentre es retirava al convent d'Argensolles. A més, la segona esposa de Teobald IV, Agnès de Beaujeu, va morir sobtadament el 1231, deixant a Teobald IV només la seva filla de cinc anys, Blanca. Això va fer que la Xampanya necessitava un hereu masculí, el que va fer que Teobald IV es tornés a casar el 1232 amb Margarida de Borbó. La situació va arribar al seu punt algit l'any 1233, quan la filla gran d'Enric II, la reina Alícia de Xipre va amenaçar de tornar a repetir la guerra de successió de la minoria de Teobald IV. Teobald IV va poder pagar a Alícia per fer-la abandonar la seva reclamació, però aquesta despesa massiva el va deixar encara més endeutat.

## Domini de Navarra

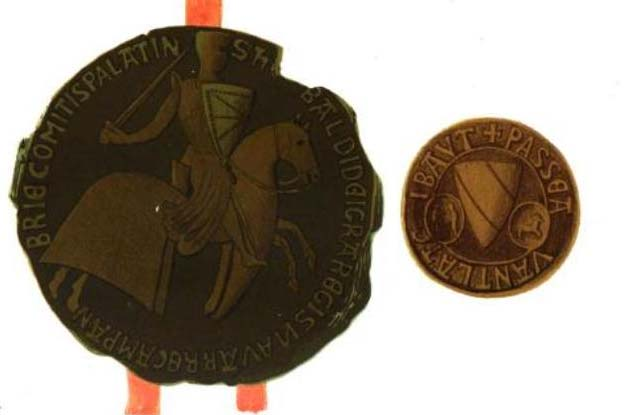
Anvers i revers del segell de Teobald I de Navarra. Aquest va utilitzar un model de segell del seu avi Sanç VI de Navarra on hi apareixien l'escarboncle, mentre mantenia el senyal heràldic iniciat pel seu pare Teobald III de Xampanya, la barra de Xampanya.

Teobald va succeir al seu oncle Sanç VII de Navarra com a rei de Navarra. Teobald es trobava a Pamplona en el moment de la mort de Sancho i de seguida va afirmar els furs del regne. Això va augmentar molt els seus recursos (per no parlar del seu prestigi), i els anys restants del seu govern van ser molt més pacífics i pròspers. Els senyors i barons del nord de França que havien estat en conflicte amb Teobald IV el 1229 el van deixar en pau, adonant-se que com a nou rei de Navarra, la seva posició era massa forta per desafiar-lo.

## Política interior i exterior
Mort Sanç VII els navarresos van oblidar la voluntat del rei, en la qual feia hereu seu a Jaume I el Conqueridor i van cridar a Teobald, que al mes de la mort del seu oncle es va presentar a Pamplona, on va jurar els Furs del regne, nodrint a la corona de Navarresa amb una reconeguda dinastia d'adinerats vassalls del rei de França establerts al nord del regne i instaurant l'anomenada Dinastia Xampanya.
Política interior i exterior
Com a rei, Teobald va segellar pactes amb la Corona de Castella i la d'Aragó, i el Regne d'Anglaterra. Va confiar la major part del govern a nobles de la Xampanya i va dividir Navarra en quatre nous districtes basats en funcions fiscals i manteniment de l'ordre públic. Va iniciar la codificació de la llei al "Cartulario Magno" i va plasmar en el paper les tradicions navarreses conegudes com a "Fuero General", no registrades sistemàticament fins aleshores i va continuar seguint les tradicions basques en ús als diferents districtes del regne.
Per aconseguir el suport de Castella, va fer prometre la seva filla Blanca amb el futur Alfons X. Pel pacte matrimonial, Ferran III de Lleó va oferir les terres de Guipúscoa mentre visqué Teobald, però no les d'Àlaba a les quals els navarresos, feia temps que els monarques havien reclamat. Però amb Guipúscoa hauria aconseguit l'accés directe al mar Cantàbric. Aquesta aliança no es va fer mai, però, ja que hauria suposat la incorporació de Navarra com a feudum de Castella. L'any següent, Teobald va comprometre la seva filla amb Joan I, duc de Bretanya, fill del seu proper aliat croat Pere Mauclerc.

## Croada dels Barons
El 1238 va dirigir un exèrcit croat a Terra Santa. A pesar de ser derrotat, les disputes entre musulmans li van permetre signar la pau i obtenir per als cristians les ciutats de Jerusalem, Betlem i Ascaló. Va passar molt de temps divertint-se a l'agradable Acre (on va escriure un poema a la seva dona) abans de traslladar-se a Ascalon, on va començar la construcció d'un castell. Mentre marxava amb l'exèrcit croat cap a Ascalon, un contingent de 400 cavallers liderat per Hug de Borgonya, Enric de Bar i Amaury de Montfort va optar per enfrontar-se a les forces musulmanes a Gaza. El contingent va ser derrotat abans que les forces de Theobald arribessin per rescatar-los.
Teobald va negociar amb els aiúbides de Damasc i d'Egipte, que estaven en desacord entre ells en aquell moment, finalitzant un tractat amb els primers (al nord) contra els segons (al sud) pel qual el Regne de Jerusalem va recuperar la mateixa Jerusalem, a més Betlem, Natzaret i la major part de la regió de Galilea amb molts castells templers, com Belfort i Saphet. També va negociar una treva amb els egipcis. Algunes fonts contemporànies fins i tot impliquen que tota la terra entre el riu Jordà i la Mediterrània va tornar a ser posada en mans dels croats.
És discutible quant de l'èxit final de la croada (el més reeixit des de la Primera en termes territorials) va ser atribuïble a les intencions de Theobald i quant va ser només fortuït. Va tornar de Palestina a finals de 1240, abans que Ricard de Cornualla arribés, perquè no volia estar present durant més debats sobre el lideratge i la direcció de l'empresa. Els records que va portar de tornada a Europa inclouen la rosa anomenada "Provins" (nom llatí rosa gallica 'officinalis', la rosa de l'apotecari) de Damasc, transportant-la "al seu casc"; un tros de la veritable creu; i potser el raïm Chardonnay que en els temps moderns és un component important del xampany.
Va retornar de la croada a la fi de l'any 1240, passant gran part del seu regnat viatjant contínuament entre Navarra i Xampanya.

## Conflicte amb l'Església i darrers anys
Teobald va passar la major part de la resta del seu regnat viatjant d'anada i tornada entre Navarra i la Xampanya. Va estar en desacord amb el bisbe de Pamplona, Pedro Ximénez de Gazólaz, que l'any 1250 va celebrar un sínode provincial per excomunicar-lo. Es va negar a respondre als tribunals papals, però el papa Innocenci IV li va concedir el privilegi dels reis: ningú el podia excomunicar excepte la Santa Seu. Theobald va morir a Pamplona, de tornada d'una de les seves nombroses visites a la Xampanya. Va ser enterrat a la catedral de Pamplona. El va succeir primer el seu fill gran Teobald II i després el seu fill petit Enric I.

## Núpcies i descendents
Vers el 1220 es casà amb Gertrude de Dagsburg, filla del comte Albert de Dabsburg.
El 1222 es casà, en segones núpcies, amb Agnès de Beaujeau, filla de Guichard de Beaujeau i Sibil·la d'Hainaut i cosina de Lluís IX de França. D'aquesta unió nasqué:
- la infanta Blanca de Navarra (1226-1283), casada el 1236 amb  Joan I, duc de Bretanya.

El 1232 es casà novament amb Margarida de Borbó-Dampierre. D'aquesta unió nasqueren:
- la infanta Elionor de Navarra (1233)
- l'infant Teobald II de Navarra[1] (1238-1270), rei de Navarra i comte de Xampanya[8]
- la infanta Beatriu de Navarra (1242-1295), casada el 1258 amb el duc Hug IV de Borgonya[8]
- l'infant Pere de Navarra (?-1265), senyor de Muruzabal
- la infanta Margarida de Navarra (?-1306), casada el 1255 amb el duc Ferran III de Lorena[9]
- l'infant Enric I de Navarra (1244-1274), rei de Navarra i comte de Xampanya,[8] casat el 1269 amb Blanca d'Artois.

Tingué diversos fills il·legítims:
- Guillem de Navarra (?-v 1267), capellà
- Margarita de Navarra, casada amb Àlvar Pérez de Azagra, senyor d'Albarrasí.[a]
- Elida de Navarra, morta jove
- Berenguera de Navarra, priora de Sant Pere de Ribes
- Marquesa de Navarra, casada amb Pere Ferrandis, senyor d'Híxar, bastard d'Aragó. Filla il·legítima amb Marquesa Gil de Rada.

## Malnom: el Trobador
Teobald és conegut com el Trobador per la seva fama de poeta, que ja va tenir en la seva època i que la història ha confirmat.